# Centro Ana Frank Argentina
El Centro Ana Frank Argentina es una organización miembro de la Casa de Anne Frank (Anne Frank Huis) en los Países Bajos. Abrió sus puertas el 12 de junio de 2009, en conmemoración del 80.º aniversario del nacimiento de Ana Frank. Se encuentra situado en la calle Superí 2647 en Buenos Aires, Argentina siendo así la primera institución miembro de la Casa Ana Frank en América Latina.
Es un centro educativo interactivo que a partir del testimonio legado por Ana Frank en su diario, busca educar a jóvenes y al público general sobre las consecuencias de la discriminación y la exclusión social tanto entonces como hoy en día. En sintonía con lo anterior, en 2013, el  Senado de la Nación Argentina aprobó la Ley 26.809 que establece el 12 de junio como "Día de los adolescentes y jóvenes por la inclusión social y la convivencia contra toda forma de violencia y discriminación", en memoria del natalicio de Ana Frank.

## Historia
Desde el año 2000, aún sin una sede fija, los representantes de Anne Frank House en Argentina llevaron adelante diferentes actividades en todo el país. La exposición itinerante «Ana Frank una historia vigente» y «De la Dictadura a la Democracia», fueron llevadas a más de 25 ciudades del país, con más de 180000 visitantes y cerca de 1000 jóvenes participaron como guías voluntarios. 
En el año 2009 reciben la donación de la casa en la que hoy está alojado el Centro, una casa perteneciente a militantes políticos perseguidos durante la última dictadura militar en Argentina. El Centro fue abierto al público el 12 de junio de ese mismo año.

## Salas y objetos

### Planta baja

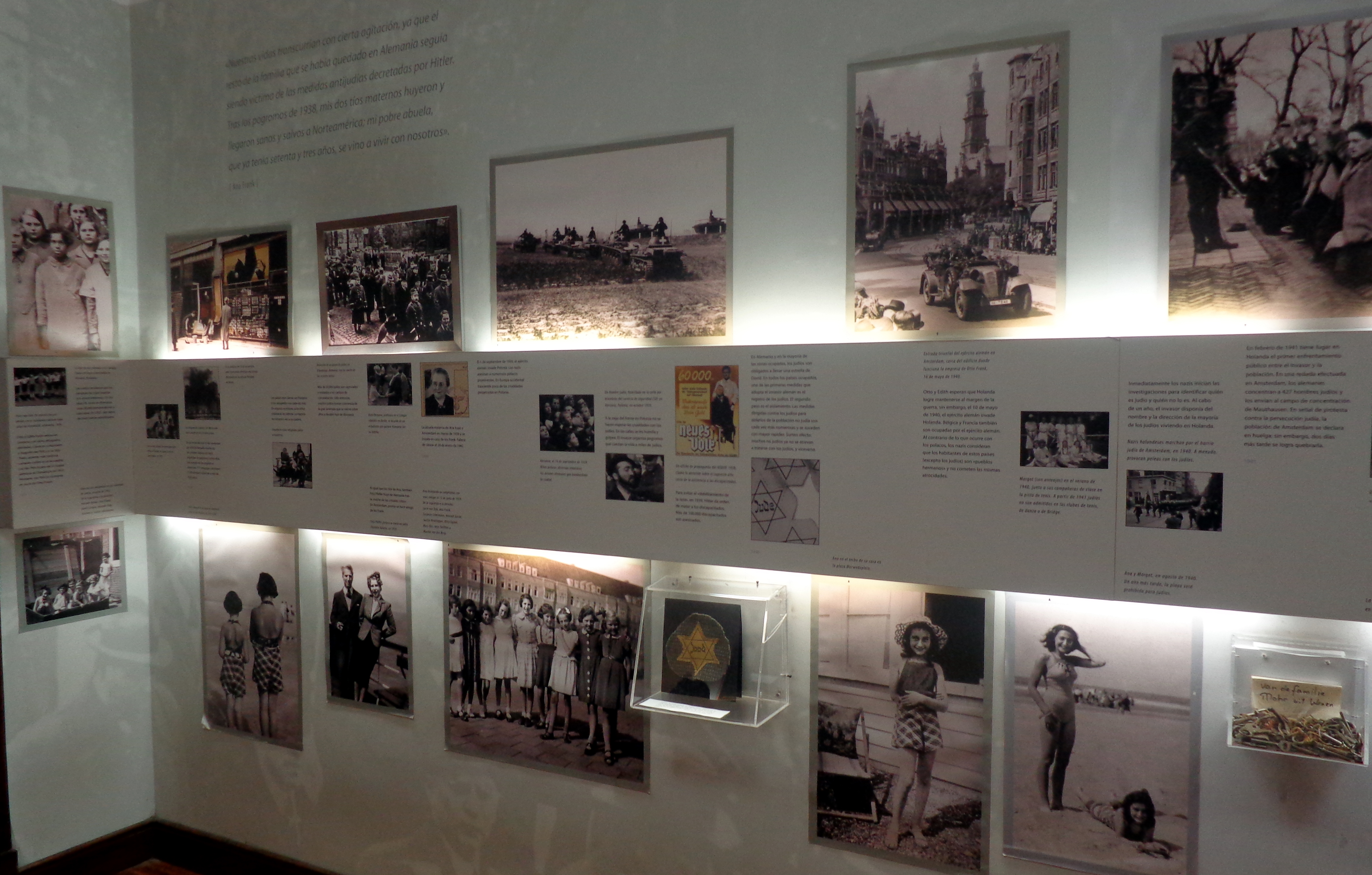
Línea de tiempo sobre la evolución del nazismo y la vida de la familia de Ana

En la planta baja, el museo disponen de dos salas contiguas. En ellas, se desarrolla sobre las paredes una línea de tiempo que muestra de forma simultánea la evolución del nazismo en expansión y de la familia de Ana Frank.  
Estos sucesos son acompañados por objetos originales de cada época: el mantel de casamiento de los padres de Ana, una folletín con el programa del NSDAP, botellas y calcomanías de Opekta, entre otros.
En la zona de boletería pueden contemplarse distintas ediciones del diario, en diversos idiomas, además de adquirir una versión moderna en español.

### Segundo piso
En el segundo piso se encuentra la réplica del anexo secreto. Al mismo, al igual que en el original, se accede mediante una puerta secreta escondida detrás de un bibliorato. 
Por dentro, se recrea el cuarto de Ana, de Peter, la cocina y el baño. Por cuestiones de espacio, la disposición de los recintos difiere del original. No obstante, mientras el refugio original permanece desamueblado, la réplica porteña reconstruye el aspecto del refugio cuando era utilizado. De hecho, sobre el escritorio de Ana hay una réplica del diario. Adicionalmente, en el segundo piso se encuentra un microcine, una sala dedicada al Proceso de Reorganización Nacional (y sus paralelismos con el nazismo) además de una sala de exposiciones y un patio-balcón.

### Teatro Ana Frank
En junio de 2019, la Casa de Ana Frank  inauguró el Teatro del mismo nombre que estará bajo la dirección artística de Angel Malher.  

## Actividades
El Centro realiza, tanto en su sede como de forma itinerante, distintas actividades para promover el respeto a los derechos humanos y la lucha contra la discriminación. Además de la propia difusión de la historia de Ana Frank.
En favor de aquello, se dictan cursos destinados a docentes, educadores, directivos, bibliotecarios y abiertos al público en  general. También brindan concursos literarios, visitas de escuelas y diversas actividades temporarias. Además, se realizan seis tipos de muestras itinerantes distintas.
Desde 2020, y a partir del asilamiento debido al coronavirus, comenzaron a desarrollarse visitas virtuales al Centro.
Según la web oficial, han recorrido más de 40 ciudades de la Argentina, capacitado a 1470 guías y obtenido la visita de más de 180.000 personas.

## Guías
Una peculiaridad del museo es que los guías son jóvenes voluntarios de entre 15 y 25 años. 

## Galería

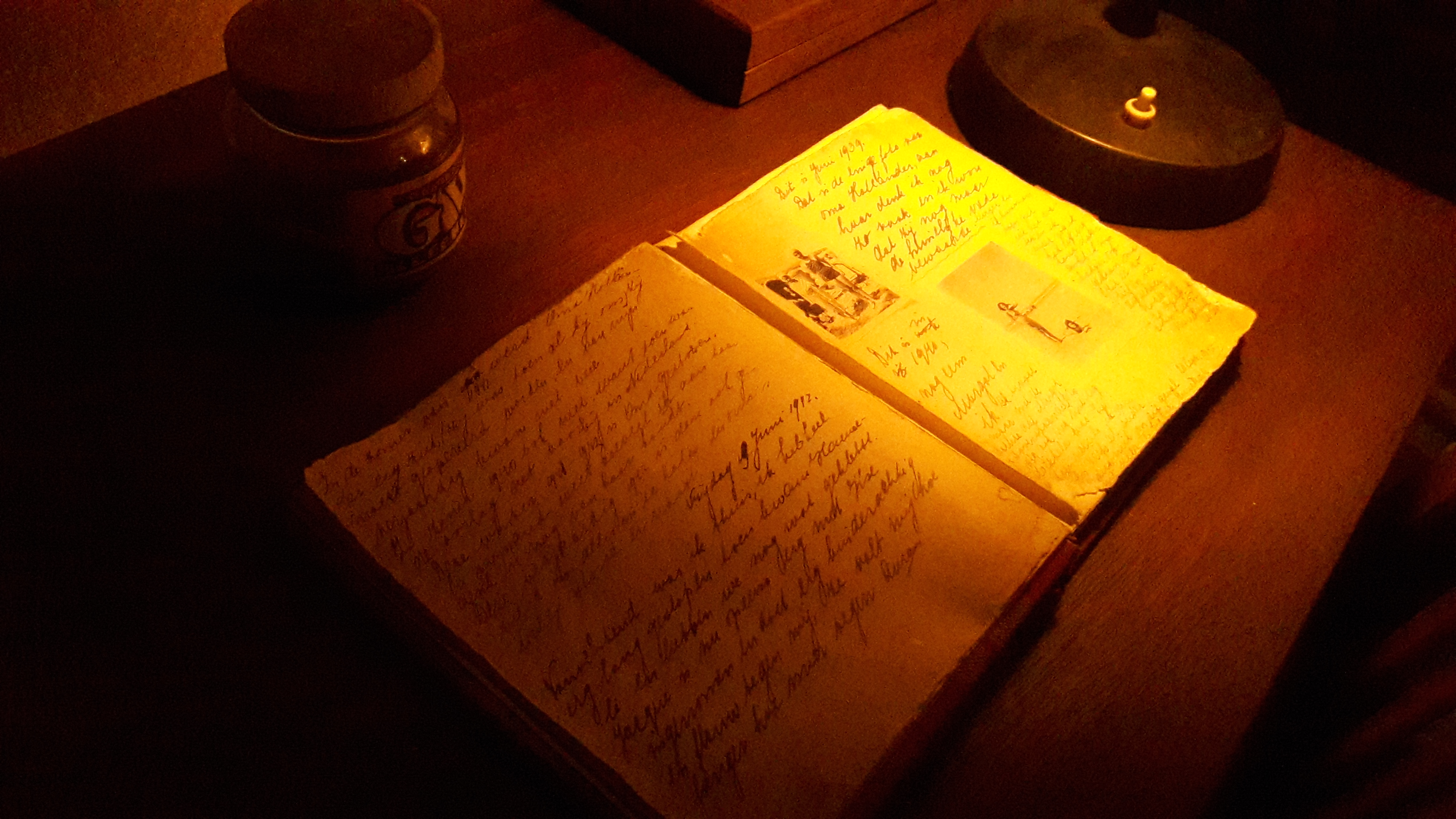
Réplica del escritorio de Ana
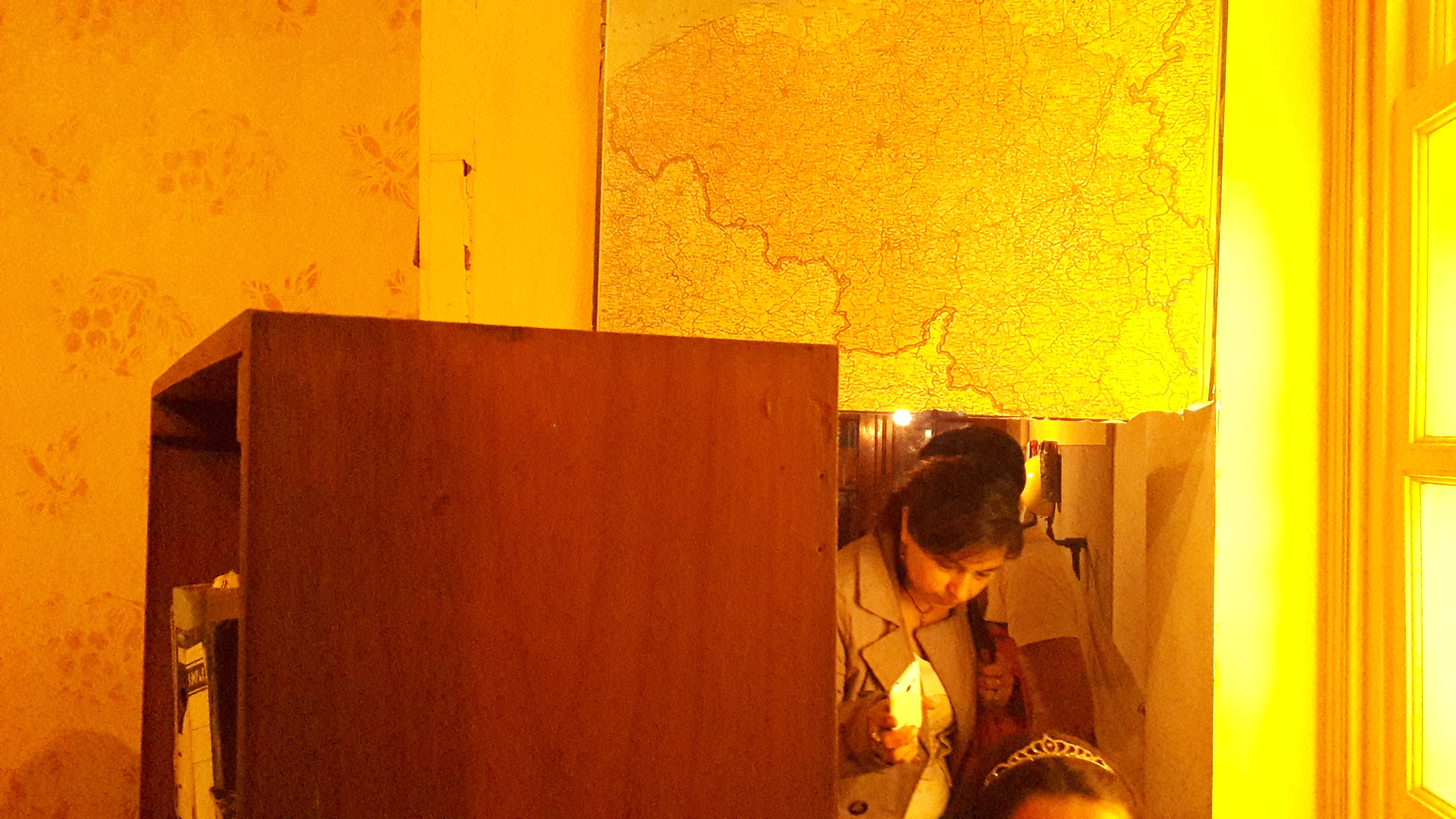
Entrada al anexo recreado
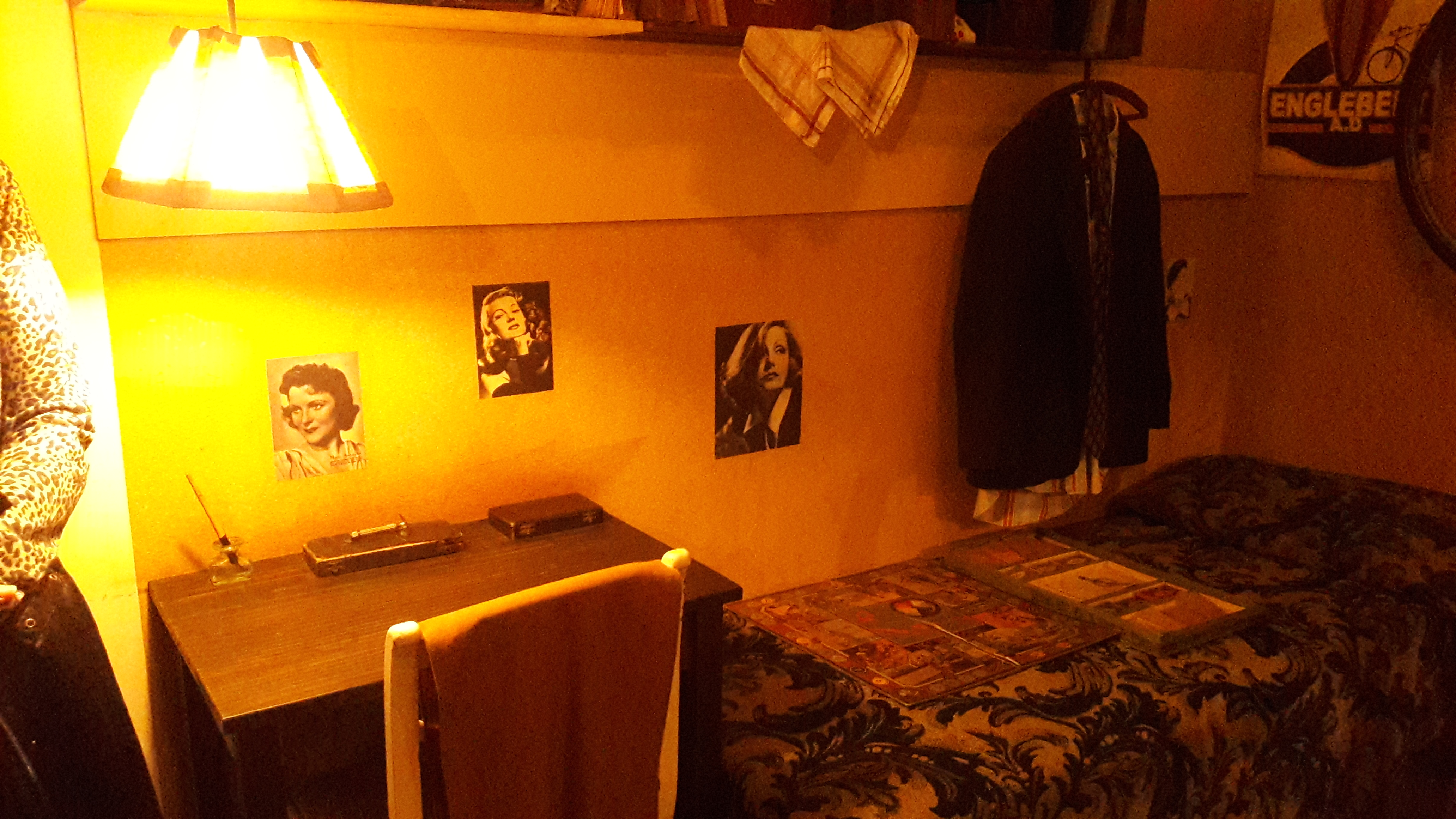
Escritorio de Peter van Pels
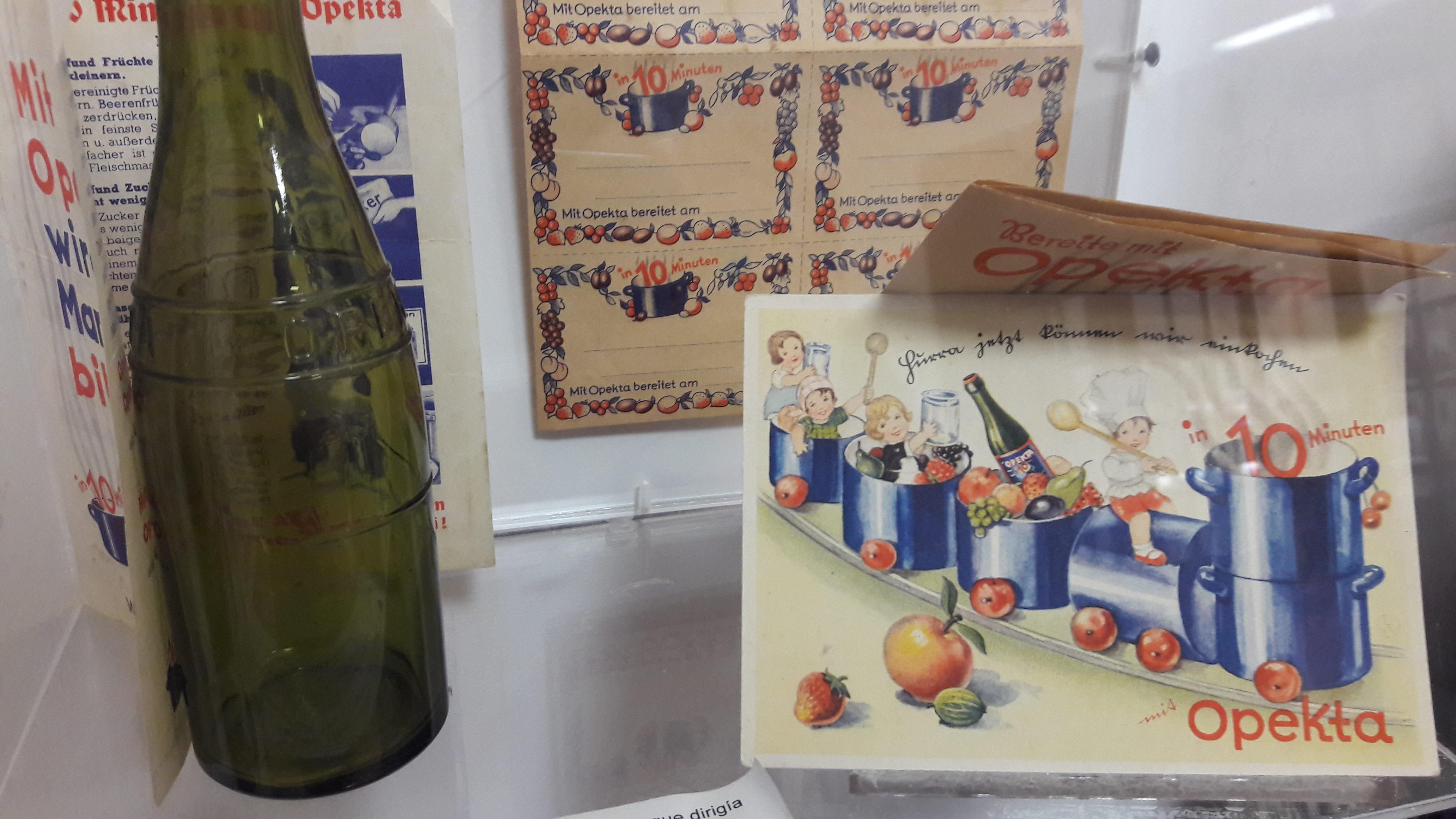
Botella y calcomanías originales de Opekta

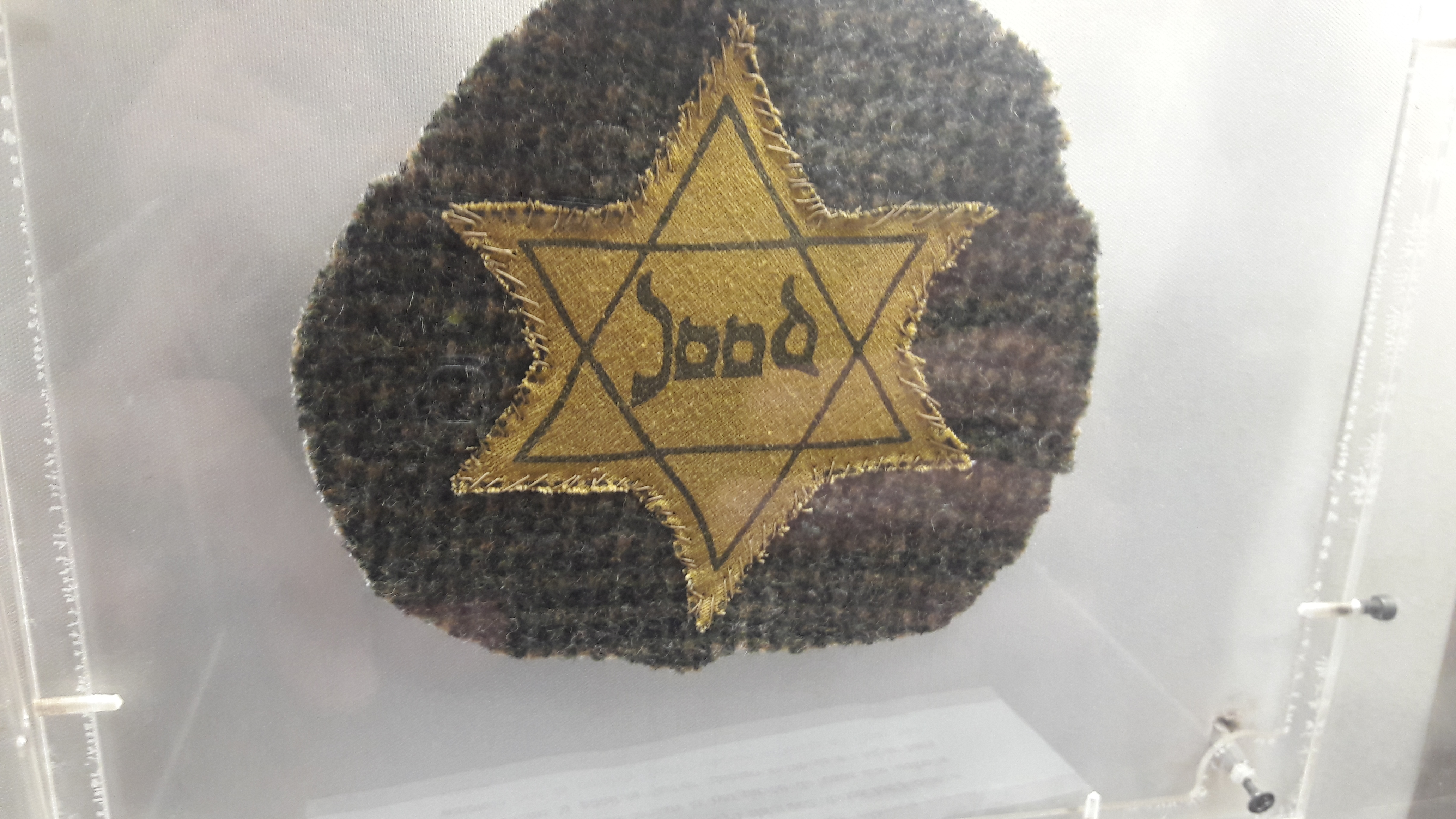
Insignia amarilla
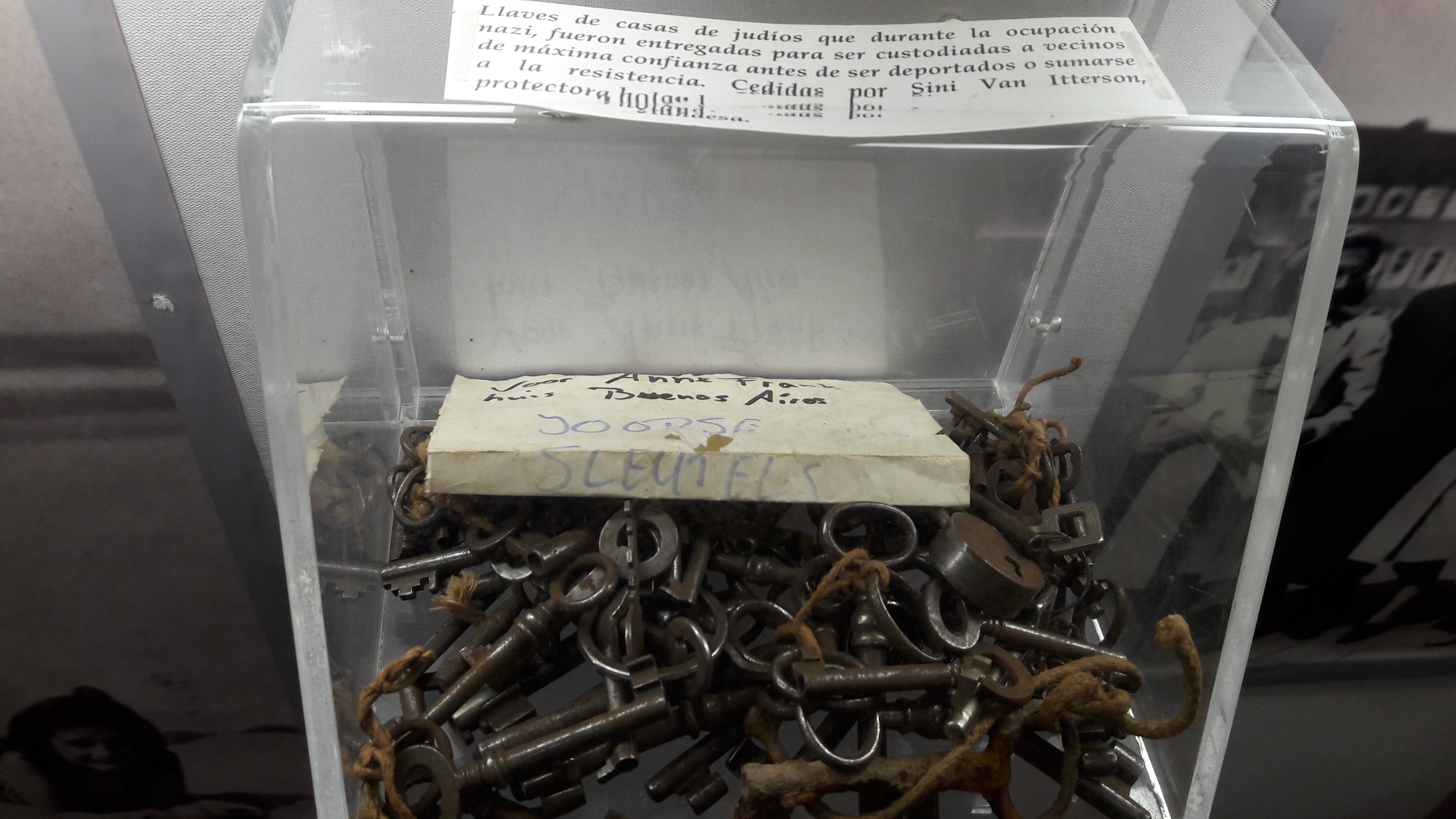
Llaves confiscadas a judíos
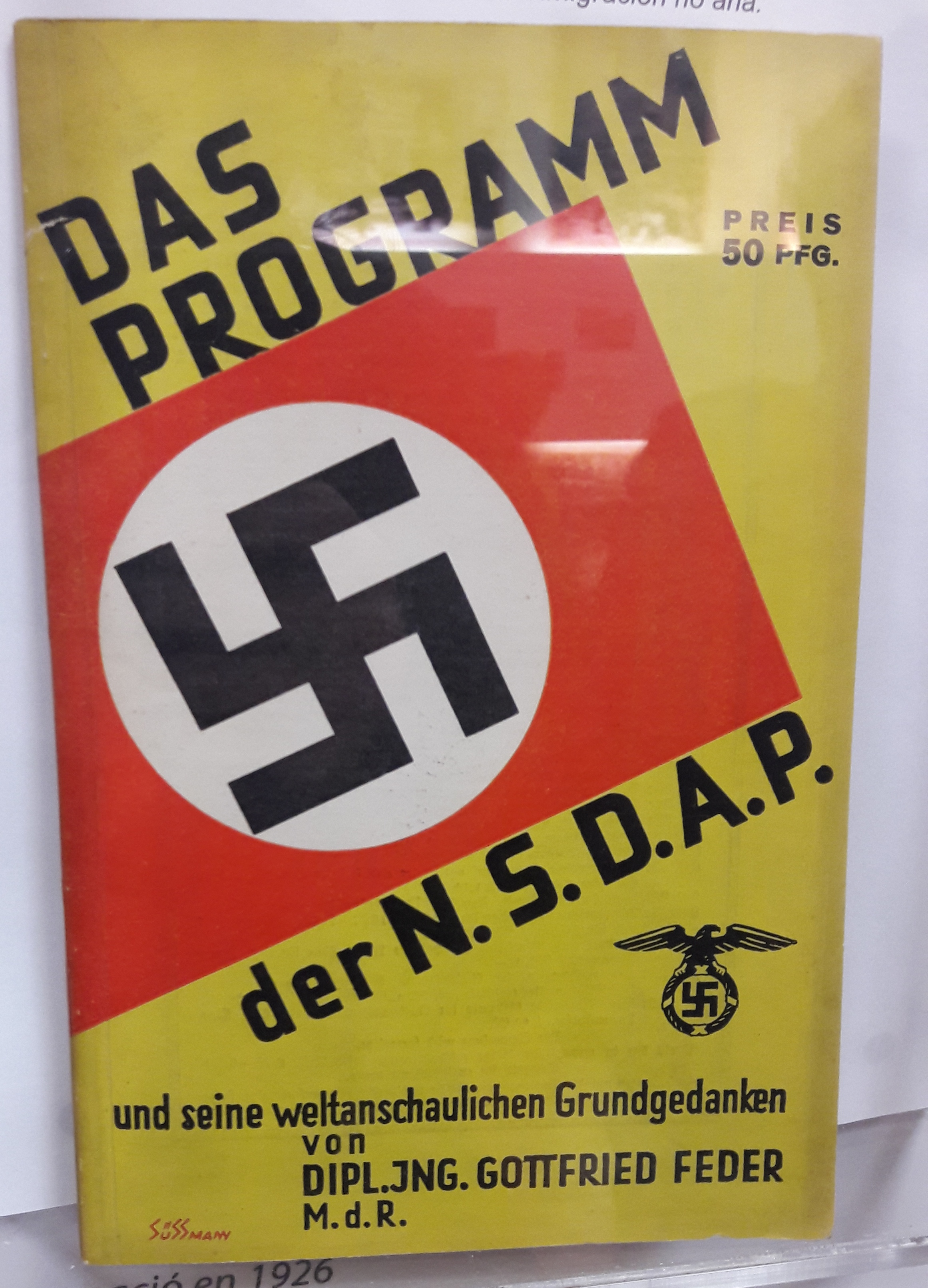
Programa del NSDAP
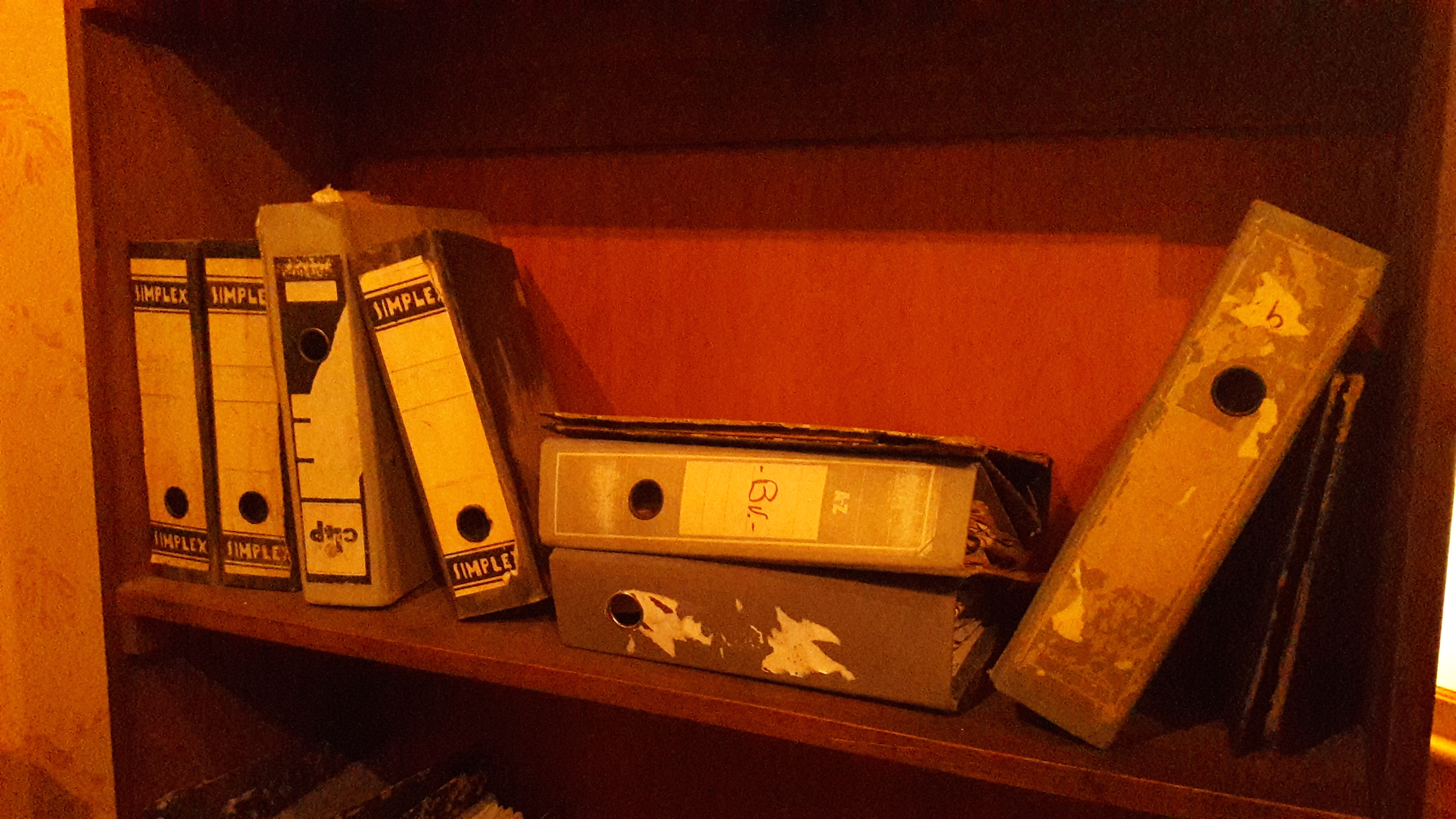
Biblioratos en la entrada al anexo

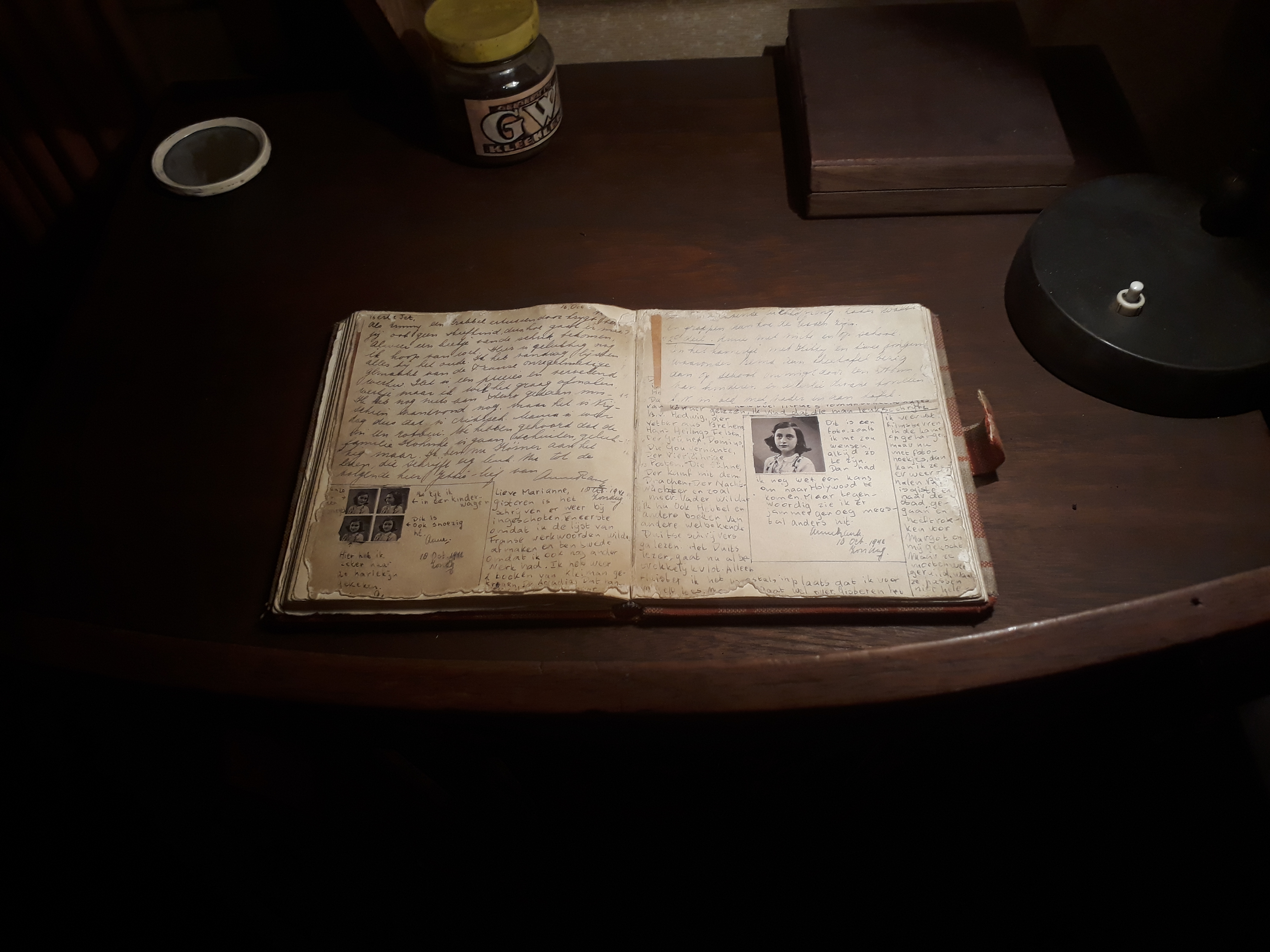
Réplica del diario de Ana Frank
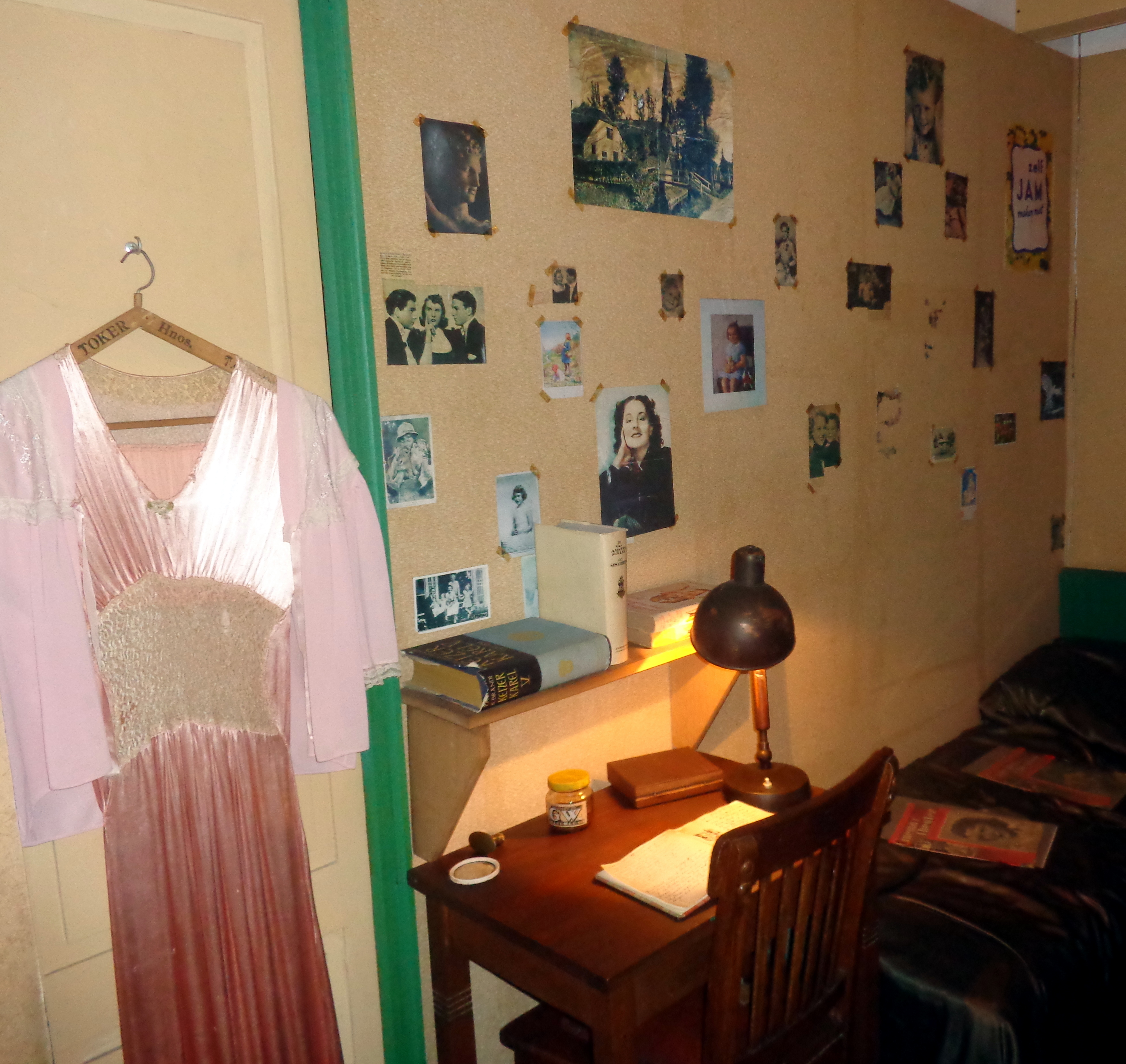
Habitación de Ana Frank